# Bündnis 90/Die Grünen Bremen

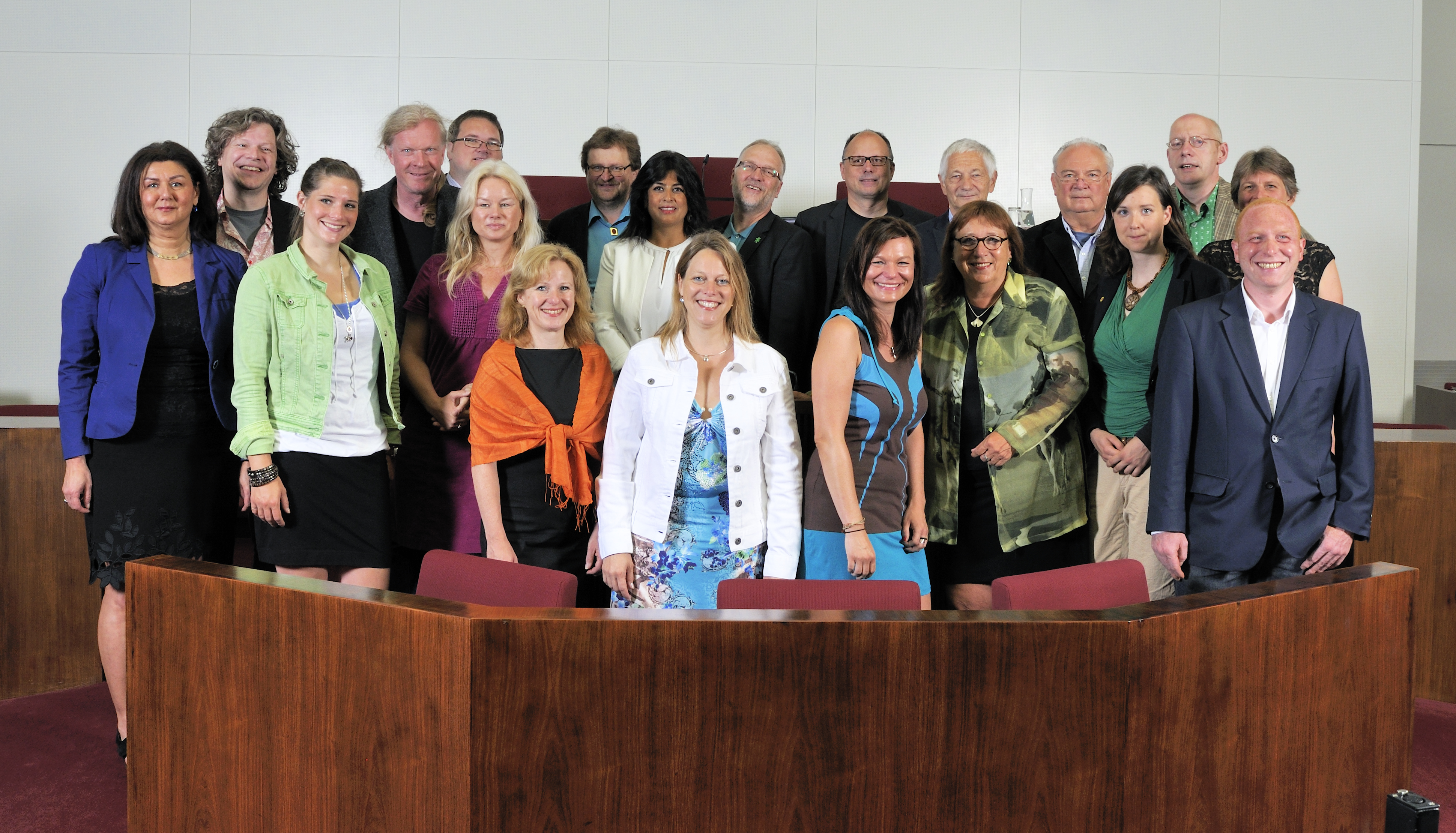
Fraktion Bündnis 90/Die Grünen der Bremischen Bürgerschaft, 2014

Bündnis 90/Die Grünen Bremen sind der Landesverband der Partei Bündnis 90/Die Grünen in Bremen.

## Geschichte

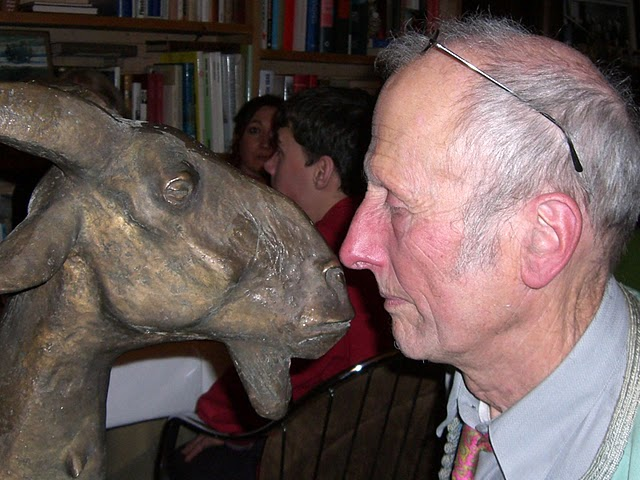
Olaf Dinné (2005)

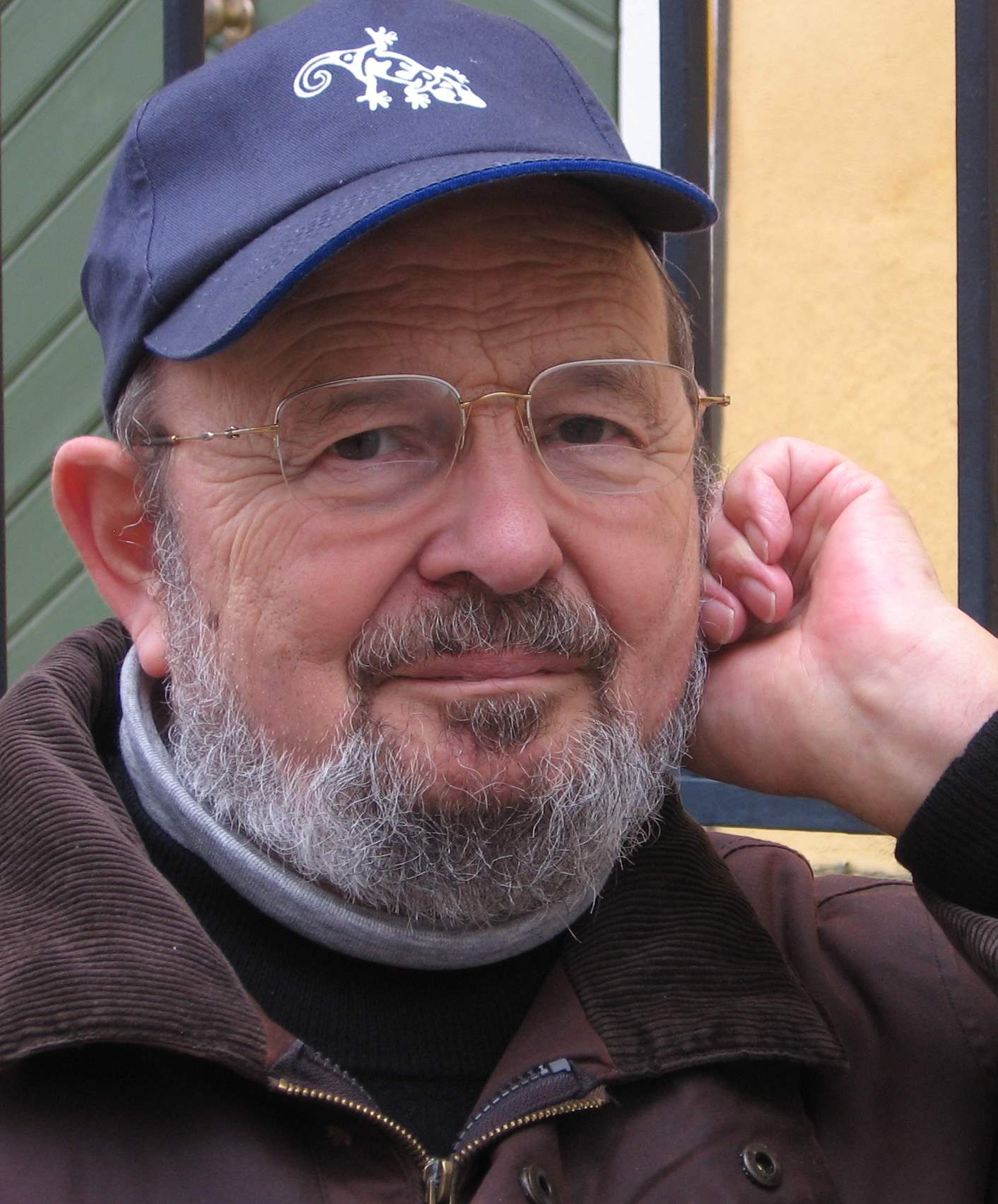
Peter Willers (2007)

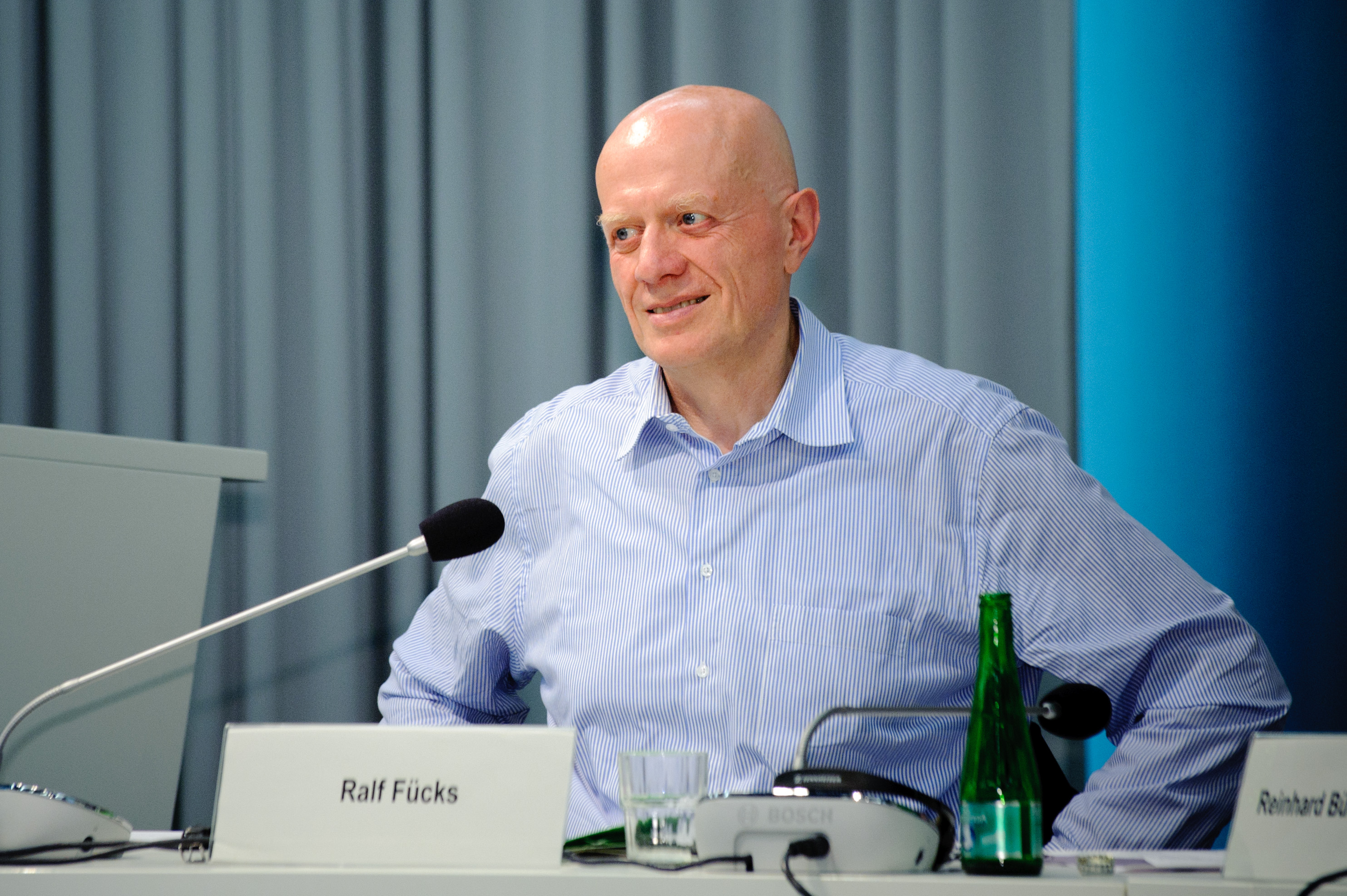
Ralf Fücks (2010)

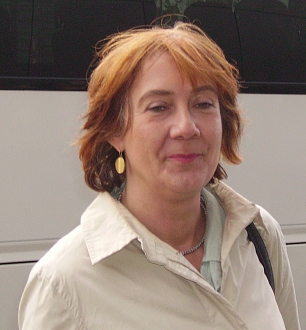
Karoline Linnert (2007)

Am 15. März 1979 wurde die Bremer Grüne Liste (BGL) gegründet, die im selben Jahr für die Bremische Bürgerschaft kandidierte. Am 7. Oktober zog die BGL, die landesweit mit 5,14 % die 5%-Hürde knapp überwand, mit vier Abgeordneten in die Bremische Bürgerschaft ein. Die vier Mandate der BGL in der Bürgerschaft fielen an Olaf Dinné, Axel Adamietz, Peter Willers und Delphine Brox. Die BGL war damit die erste grüne Gruppierung, die in ein Landesparlament einzog. Den Fraktionsstatus verfehlte die BGL jedoch.
Wortführer der BGL-Bürgerschaftsgruppe war Dinné. Daneben trat zur Wahl auch ein Bremer Landesverband der West-Berliner Alternative Liste für Demokratie und Umweltschutz (AL Bremen) an und erreichte 1,4 % der Stimmen.
Am 11. November 1979 gründete sich im Welpenhof in Fischerhude der Landesverband Bremen der Partei Die Grünen, der damals bundesweit der 4. Landesverband der Partei war. Die AL Bremen schloss sich 1980 dem Landesverband an, nicht jedoch die BGL. Peter Willers trat jedoch im April 1982 zu den Grünen über und wurde Spitzenkandidat bei der Bürgerschaftswahl 1983. Neben den Grünen trat erneut die BGL sowie die DKP-nahe Betrieblich-Alternative Liste an. Mandate konnte jedoch nur die Grünen mit 5,4 % der Stimmen erringen.
Bei der Bürgerschaftswahl 1991 erreichten die Grünen mit 11,37 % ihr bis dahin bestes Ergebnis in Bremen und bildeten zusammen mit der SPD und der FDP die erste Ampel-Koalition auf Landesebene. Im Senat Wedemeier III wurde Ralf Fücks Senator für Umweltschutz und Stadtentwicklung und Helga Trüpel Senatorin für Kultur und Ausländerintegration. Fücks war zudem vom 2. November 1993 bis 23. Februar 1995 auch stellvertretender Präsident des Senats als Nachfolger von Claus Jäger (FDP). Wegen der so genannten Piepmatzaffäre kam es am 23. Februar zum Misstrauensvotum gegen Umweltsenator Fücks und zum Bruch der Ampel-Koalition. Das Umweltressort hatte ohne Beteiligung der politischen Gremien das Gewerbegebiet Hemelinger Marsch zum Vogelschutzgebiet bei der EU angemeldet. Bereits am 14. Mai desselben Jahres fanden vorgezogene Neuwahlen statt, aus der die Grünen mit 13,4 % gestärkt hervorgingen, jedoch nicht mehr an der Landesregierung beteiligt wurden.
Stattdessen bildete Henning Scherf (SPD) eine Koalition mit der CDU. 1995 bis 1999 bildeten die Grünen die stärkste und von 1999 bis 2007 die einzige Oppositionsfraktion im Landesparlament von Bremen.
Bei der Bürgerschaftswahl in Bremen 2007 konnten die Grünen mit der damaligen Fraktionsvorsitzenden Karoline Linnert als Spitzenkandidatin 16,5 % der Wählerstimmen auf sich vereinigen. Zudem beschloss Bürgermeister Jens Böhrnsen (SPD) die Große Koalition mit der Landes-CDU zugunsten einer rot-grünen Koalition zu beenden. Am 29. Juni 2007 wurde Linnert somit Bürgermeisterin und stellvertretende Präsidentin des Senats sowie Senatorin für Finanzen im Senat Böhrnsen II und  Reinhard Loske Senator für Umwelt, Bau, Verkehr und Europa.
2011 gelang es den Grünen ihr Ergebnis auf 22,5 % zu steigern, die CDU zu überholen und die zweitstärkste Fraktion in der Bremischen Bürgerschaft zu stellen. Nach der Wahl einigten sich die Grünen mit der Landes-SPD auf eine Fortsetzung der rot-grünen Koalition. Aufgrund des vergleichsweise guten Abschneidens der Grünen wurden den Grünen nun drei Senatorposten zugestanden. Linnert behielt ihr Amt, während Joachim Lohse die Nachfolge des bisherigen Umweltsenators Loske antrat. Neue Senatorin für Jugend, Soziales und Frauen wurde Anja Stahmann, zuvor stellvertretende Fraktionsvorsitzende in der Bürgerschaft.
Bei der Bürgerschaftswahl in Bremen 2015 erlitten die Grünen Verluste von 7,4-Prozentpunkten, landeten bei 15,1 % und wurden drittgrößte Fraktion in der Bremischen Bürgerschaft. Die rot-grüne Koalition wurde fortgesetzt.
Nach einem auf das Thema Klimaschutz fokussierten Wahlkampf erreichten die Grünen in Bremen bei der Bürgerschaftswahl in Bremen 2019, 17,4 % der Stimmen und wurden nach der CDU und SPD drittstärkste Kraft. Daraufhin wurde eine Regierung mit SPD und Linken gebildet. Bei der Bürgerschaftswahl in Bremen 2023 mussten die Grünen herbe Verluste hinnehmen. Sie verblieben dennoch gemeinsam mit SPD und Linken an der Regierung.

## Landesverband Bremen

### Landesvorstand
- Sprecher: Franziska Tell und Josephine Assmus
- Schatzmeister: Marlin Meier
- Landesgeschäftsführer: Maike-Sophie Mittelstädt[10]

### Gliederungen
- Kreisverbände: Es gibt sechs Kreisverbände (KV Links der Weser[11], KV Bremen-Nord, KV Bremen-Nordost, KV Mitte / Östliche Vorstadt, KV Bremen-Ost, KV Bremerhaven), ein Teil der Mitglieder in der Stadt Bremen ist kreisfrei.[12]
- Stadtteilgruppen: Es gibt 19 Stadtteilgruppen in Bremen
- Landesarbeitgemeinschaften (LAG) für verschiedene Politikfelder (z. B. Bildung, Energie, Europa, Frauen, Gesundheit, Innere Sicherheit, Kultur, Medien und Netzpolitik, Soziales, Stadt- und Regionalentwicklung, Umwelt, Verkehr, Wirtschaft und Finanzen)
- Grüne Jugend
- Grüne Alte

## Bremische Bürgerschaft
Seit 1983 sind die Grünen durchgehend mit einer Fraktion in der Bremischen Bürgerschaft vertreten.

### Aktuelle Zusammensetzung
Die Namen der gewählten Abgeordneten sind in der  Liste der Mitglieder der Bremischen Bürgerschaft (21. Wahlperiode) enthalten. Die Fraktion von Bündnis 90/Die Grünen ist mit insgesamt zehn Abgeordneten vertreten.

### Bürgerschaftswahlen
Bei den Wahlen bis 1999 hatte die Bürgerschaft 100 Sitze. 2003 wurde die Bürgerschaft auf 83 Abgeordnete reduziert. Dies hatte zur Folge, dass die GRÜNEN im Jahre 2007 trotz eines Stimmenzuwachses von 3,4 Prozentpunkten gegenüber 1995 mit 14 Abgeordneten nicht mehr Sitze gewannen.
| Jahr | Stimmen | Sitze | Liste      |
| ---- | ------- | ----- | ---------- |
| 1979 | 1,4 % * | 0     | 10. Wahlp. |
| 1983 | 5,4 %   | 5     | 11. Wahlp. |
| 1987 | 10,2 %  | 10    | 12. Wahlp. |
| 1991 | 11,4 %  | 11    | 13. Wahlp. |
| 1995 | 13,1 %  | 14    | 14. Wahlp. |
| 1999 | 9,0 %   | 10    | 15. Wahlp. |
| 2003 | 12,8 %  | 12    | 16. Wahlp. |
| 2007 | 16,5 %  | 14    | 17. Wahlp. |
| 2011 | 22,5 %  | 21    | 18. Wahlp. |
| 2015 | 15,1 %  | 14    | 19. Wahlp. |
| 2019 | 17,4 %  | 16    | 20. Wahlp. |
| 2023 | 11,9 %  | 11    | 21. Wahlp. |

### Fraktionsvorsitzende bzw. -sprecher
| Zeitraum  | Vorsitzender                                                     |
| --------- | ---------------------------------------------------------------- |
| 1987–1991 | Martin Thomas (1987/88), Irmgard Jahnke (1988/89)                |
| 1991–1993 | Karoline Linnert, Dieter Mützelburg, Martin Thomas               |
| 1996–1999 | Elisabeth Hackstein, Dieter Mützelburg, Helga Trüpel, Ralf Fücks |
| 1999–2007 | Karoline Linnert                                                 |
| 2007–2015 | Matthias Güldner                                                 |
| 2015–2019 | Maike Schaefer                                                   |
| 2019–2023 | Björn Fecker                                                     |
| Seit 2023 | Henrike Müller                                                   |

Von 1983 bis 1991 wurde die Position des Fraktionschefs von den Abgeordneten der Grünen halbjährlich rotierend besetzt.
Derzeitiger Fraktionsgeschäftsführer ist Thomas Kollande-Emigholz.

## Grüne im Bundestag

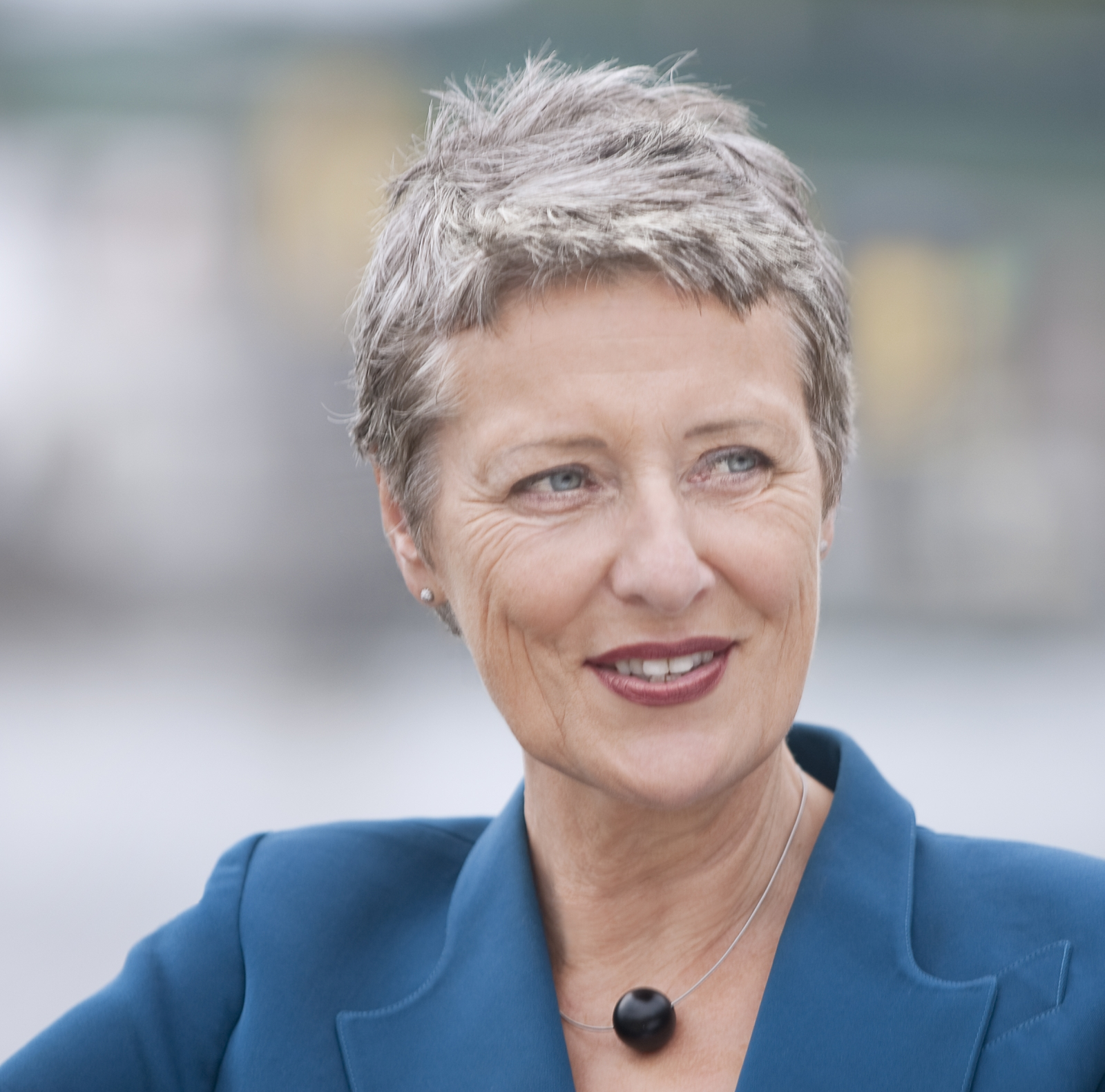
Marieluise Beck (2009)

| Jahr | Stimmenanzahl | Stimmenanteil in Bremen | Sitze |
| ---- | ------------- | ----------------------- | ----- |
| 1983 | 44.576        | 9,7 %                   | 0     |
| 1987 | 62.130        | 14,5 %                  | 1     |
| 1990 | 32.840        | 8,3 %                   | 0     |
| 1994 | 43.654        | 11,1 %                  | 1     |
| 1998 | 45.303        | 11,3 %                  | 1     |
| 2002 | 56.632        | 15,0 %                  | 1     |
| 2005 | 51.600        | 14,3 %                  | 1     |
| 2009 | 52.283        | 15,4 %                  | 1     |
| 2013 | 40.014        | 12,1 %                  | 1     |
| 2017 | 36.733        | 11,1 %                  | 1     |
| 2021 | 68.427        | 20,9 %                  | 1     |

### Bremer Bundestagsabgeordnete
- Marieluise Beck (1987–1990 und 1994–2017)
- Kirsten Kappert-Gonther (seit 2017)

## Grüne im Europaparlament
- Helga Trüpel (2004–2019)